# Satz von Matsumoto
Der Satz von Matsumoto ist ein Lemma aus dem mathematischen Teilgebiet der K-Theorie, er gibt eine explizite Beschreibung für die zweite algebraische K-Theorie eines Körpers an.
Der Satz ist benannt nach dem japanischen Mathematiker Matsumoto Hideya.

## Satz von Matsumoto
Es sei {\displaystyle F} ein Körper und {\displaystyle K_{2}(F)} seine zweite algebraische K-Theorie, dann gilt:
{\displaystyle K_{2}(F)=F^{\times }\otimes _{\mathbf {Z} }F^{\times }/\langle a\otimes (1-a)\mid a\not =0,1\rangle .}.
Anders gesagt: {\displaystyle K_{2}(F)} ist isomorph zum Kokern der Dehn-Invariante
{\displaystyle D\colon \mathbb {Z} \left[F\setminus \left\{0,1\right\}\right]\to F^{\times }\otimes _{\mathbf {Z} }F^{\times }}
{\displaystyle D(a):=a\otimes (1-a)}

## Milnors K-Theorie (Historie)
Motiviert durch den Satz von Matsumoto definierte Milnor die später nach ihm benannte Milnors K-Theorie {\displaystyle K^{M}(F)} von Körpern durch
{\displaystyle K_{*}^{M}(F):=T^{*}F^{\times }/(a\otimes (1-a))},
also als graduierte Bestandteile des Quotienten der Tensoralgebra über der abelschen Gruppe F× nach dem zweiseitigen Ideal, das von den Elementen der Form
{\displaystyle a\otimes (1-a)}
für a ≠ 0,1 erzeugt wird. Es gibt eine Abbildung
{\displaystyle K_{n}^{M}(F)\to K_{n}(F),}
die für {\displaystyle n=0,1} und nach dem Satz von Matsumoto auch für {\displaystyle n=2} ein Isomorphismus ist.
Für {\displaystyle n>2} ist {\displaystyle K_{n}^{M}(F)\to K_{n}(F)} jedoch kein Isomorphismus, der Kokern
{\displaystyle K_{n}^{ind}(F):=\mathrm {Kokern} (K_{n}^{M}(F)\to K_{n}(F))}
ist die sogenannte indekomposable K-Theorie, die im Fall von Zahlkörpern gleich {\displaystyle K_{n}(F)} ist.
Für {\displaystyle n=3} ist {\displaystyle K_{3}^{ind}(F)} modulo 2-Torsion zur Bloch-Gruppe isomorph.